# Patty Berg
Patricia Jane Berg, Patty Berg (ur. 13 lutego 1918 w Minneapolis, Minnesota, zm. 10 września 2006 w Fort Myers, Floryda) – golfistka amerykańska, zwyciężczyni 15 turniejów wielkoszlemowych.
Kształciła się na University of Minnesota. W dzieciństwie uprawiała kilka dyscyplin sportowych, od łyżwiarstwa szybkiego po futbol amerykański. Golfem zajęła się w 13. roku życia. W 1933 debiutowała w dużym turnieju golfowym, mistrzostwach Minneapolis, zajmując odległe miejsce. Rok później wygrała tę imprezę, a w 1935 dotarła do finału amatorskich mistrzostw USA (U.S. Women's Amateur), by w decydującym pojedynku ulec wynikiem 3&2 Glennie Collett Vare, dominującej w kobiecym golfie w latach 20., w jej ostatnim amatorskim występie. W 1937 Berg uległa w finale amatorskich mistrzostw USA Estelle Lawson, a w 1938 sięgnęła po tytuł mistrzyni.
Wygrała łącznie 29 turniejów amatorskich (w tym 10 w 1938). Miała na koncie m.in. trzy wygrane imprezy zaliczane ówcześnie do Wielkiego Szlema — Titleholders Championships w 1937, 1938 i 1939. W 1940 dołączyła do grona golfistek zawodowych, pierwsze zwycięstwo wielkoszlemowe odnosząc w 1941 (Women's Western Open). Wkrótce jej kariera została zahamowana najpierw przez kontuzję lewego kolana (po wypadku samochodowym), a następnie przez służbę wojskową.
W 1946 wygrała pierwszą edycję turnieju U.S. Women's Open. Dwa lata później była w gronie założycieli Ladies Professional Golf Association i została pierwszym prezydentem organizacji. Kontynuowała udane występy w gronie zawodowych golfistek, będąc wiodącą postacią dyscypliny obok Babe Zaharias, Betty Jameson i Louise Suggs. Odniosła łącznie 60 zwycięstw turniejowych, uwzględniając imprezy zaliczane do Wielkiego Szlema (majors) oraz imprezy w ramach Ladies Professional Golf Association i Western Pennsylvania Golf Association. W 1956 i 1959 była finalistką LPGA Championship. Jako pierwsza golfistka przekroczyła 100 tysięcy dolarów w zarobkach zawodowych, w 1954, 1955 i 1957 była liderką rankingu zarobków LPGA. Ostatnie turniejowe zwycięstwo odniosła w 1962, ale w życiu turniejowym uczestniczyła jeszcze kilkanaście lat.
Trzykrotnie została uznana za sportsmenkę roku przez Associated Press (1938, 1942, 1955), otrzymała również m.in. nagrodę Boba Jonesa (1963), przyznawaną przez United States Golf Association dla wybitnych postaci amerykańskiego golfa. Z kolei w uznaniu zasług samej Berg LPGA ufundowało nagrodę jej imienia, przyznawaną od 1978 dla najlepszych golfistek. W 1951 Berg znalazła się w World Golf Hall of Fame.
Wspólnie z golfistą Nolanem Henke organizowała w ostatnich latach życia turniej Nolan Henke/Patty Berg Jr. Masters, promujący golf wśród młodych zawodników w Fort Myers.
Patty Berg zaliczana jest do zawodniczek dysponujących najlepszą techniką w historii kobiecego golfa. Z piętnastoma tytułami wielkoszlemowymi pozostaje liderką wśród kobiet, a znajdująca się tuż za nią z trzynastoma zwycięstwami Mickey Wright określiła ją mianem "golfistki perfekcyjnej".

## Wygrane turniejewielkoszlemowe
- Western Open: 1941, 1943, 1948, 1951, 1955, 1957, 1958
- U.S. Women's Open: 1946
- Titleholders Championship: 1937, 1938, 1939, 1948, 1953, 1955, 1957